# Honoré Fabri
Honoré Fabri (em latim: Honoratus Fabrius; Ain, 1607 — Roma, 8 de março de 1688) foi um teólogo jesuita, matemático e físico francês.

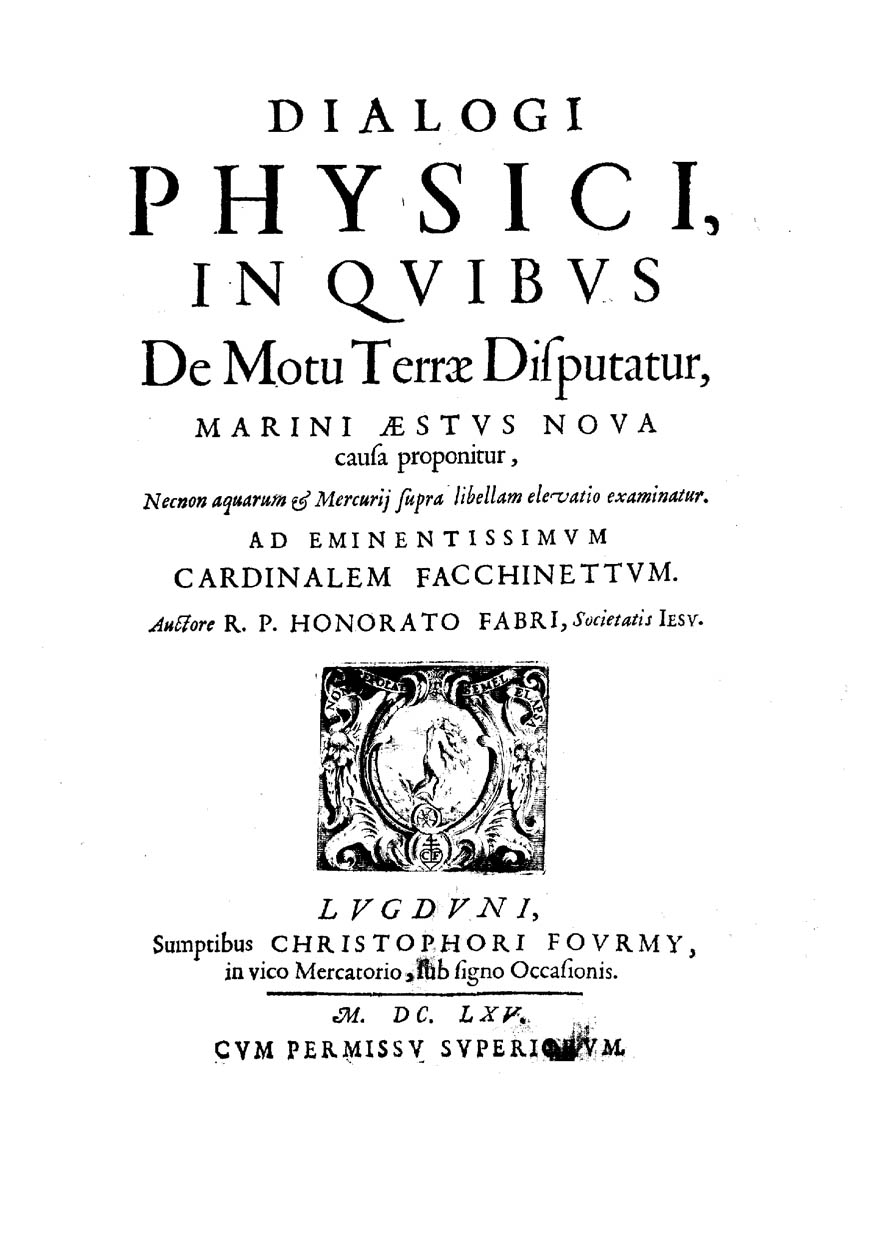
Dialogi physici, 1665